# Schlegelmulde
Die Schlegelmulde ist ein 1549 m hoch gelegener Sattel im Lattengebirge in den Berchtesgadener Alpen, zwischen dem 1613 m hohen Predigtstuhl und dem 1688 m hohen Hochschlegel. Am Sattel liegt die bewirtschaftete Almhütte auf der Schlegelmulde.
Es gibt von dort einen Sessellift auf den Hochschlegel, der allerdings seit 1994 nicht mehr in Betrieb ist. Er diente dem Skibetrieb, der seither nicht mehr möglich ist. 

## Erreichbarkeit
Die Schlegelmulde ist vom Hotel am Predigtstuhl auf Bad Reichenhaller Seite ohne große Steigungen und Gefälle zu erreichen. Alpine Wege führen über die Alpgartenrinne von Bayerisch Gmain, wobei dies der anstrengendste Teil ist oder über den Karkopf von Bischofswiesen aus zum Sattel.

## Galerie

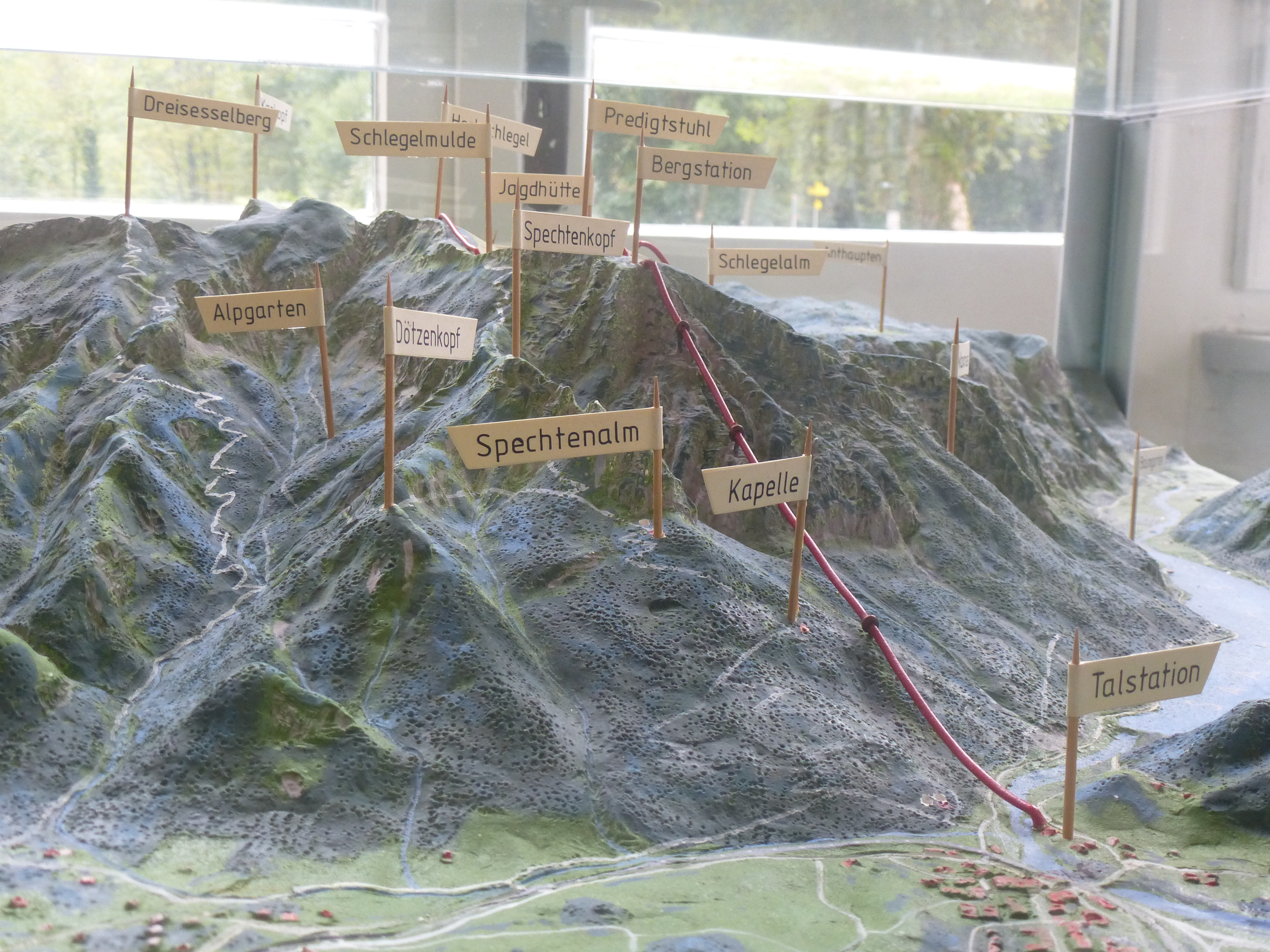
Lage der Schlegelmulde zwischen Predigtstuhl und Hochschlegel in einem Modell der Predigtstuhlbahn
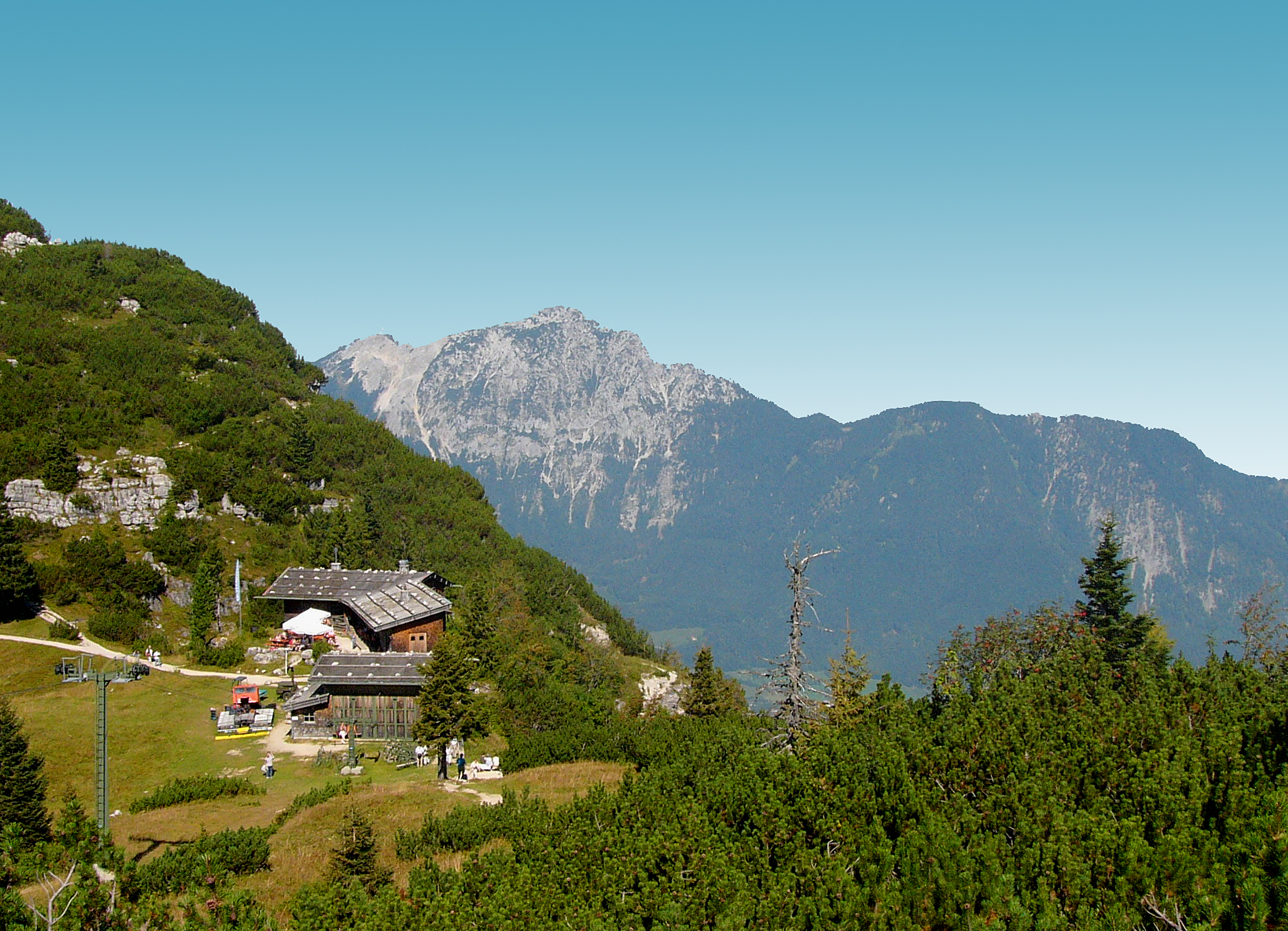
Schlegelmulde mit Almhütte
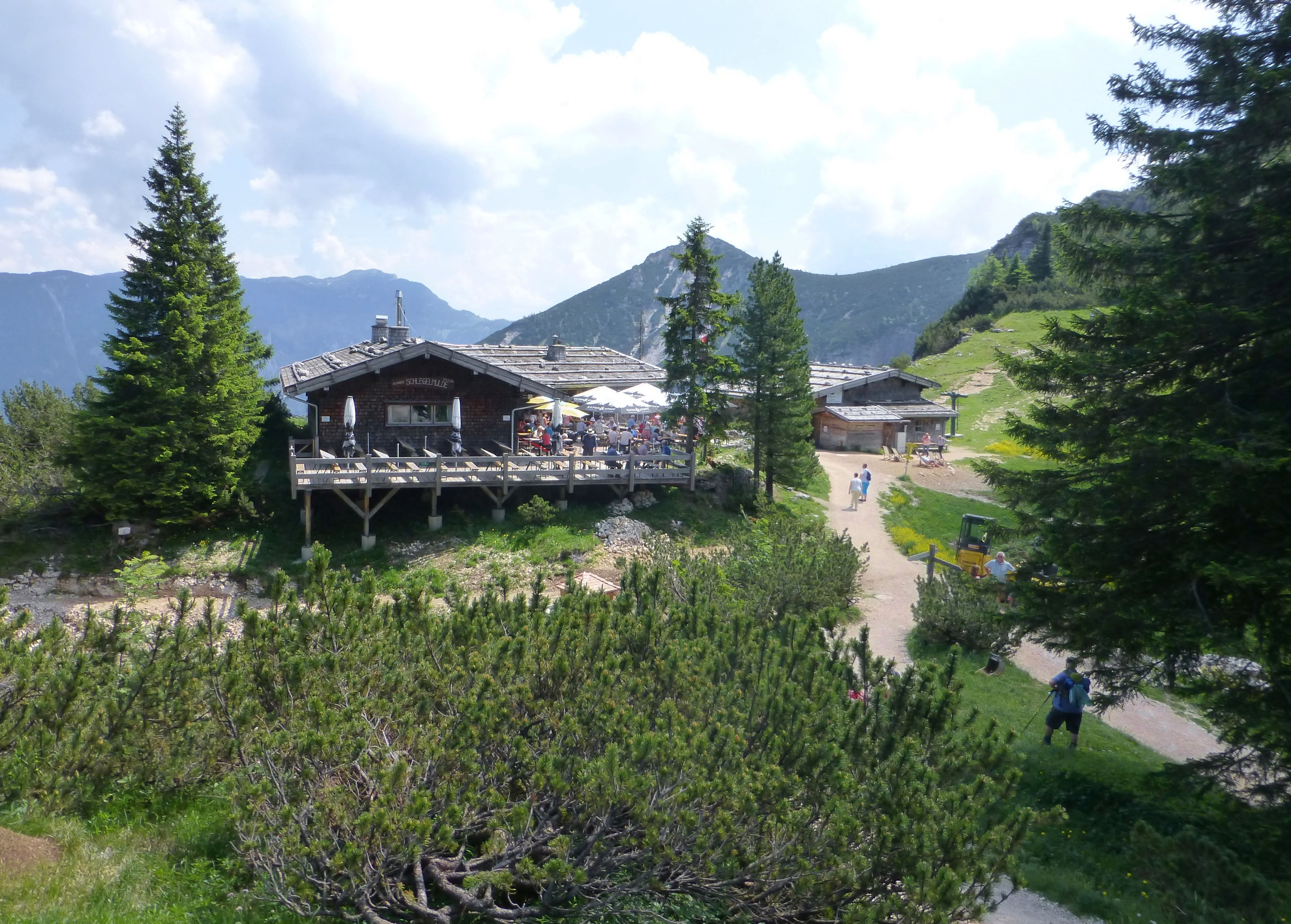
Ansicht vom Abstieg von der Seilbahn kommend